# Impresionismo decorativo

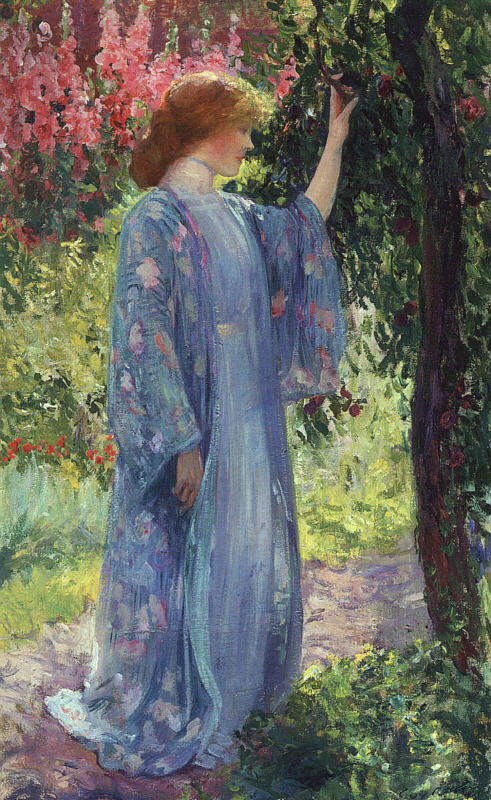
Guy Rose. El Kimono Azul. Su obra ha sido denominada Impresionismo Decorativo.

El impresionismo decorativo es un término histórico del arte que se atribuye al escritor de arte Christian Brinton, quien lo utilizó por primera vez en 1911. Brinton tituló: "El impresionista decorativo", un artículo sobre el pintor estadounidense expatriado Frederick Carl Frieseke, uno de los miembros de la famosa colonia de pintores impresionistas estadounidenses de Giverny.

## Características y uso del término
Sin embargo, el uso del término ha sido revivido en las últimas décadas por el influyente y prolífico historiador del arte William H. Gerdts para describir las obras figurativas no solo de Frieseke, sino también de algunos de sus compatriotas de Giverny, incluidos Richard E. Miller, Louis Ritman y Robert Reid. El mismo término se ha aplicado a otros pintores de la escuela de Giverny que pintaron figuras, incluidos Guy Rose, Karl Anderson y Karl Albert Buehr. El impresionismo decorativo describe una forma de pintar la figura humana que intenta reconciliar técnicas académicas con las influencias impresionistas y posimpresionistas como Pierre Bonnard.
Las obras de estos artistas tienden a ser representaciones al aire libre de mujeres en poses lánguidas o escenas interiores con las figuras iluminadas por la luz natural de las ventanas. Muchas de estas pinturas altamente decorativas tienen una influencia reconocible del arte japonés o japonismo, con un fuerte uso de patrones en los fondos. La obra de los primeros impresionistas decorativos fue popular desde aproximadamente 1905 hasta mediados de la década de 1920, pero el estilo continuó al menos hasta mediados del siglo XX a través de las obras de algunos de los alumns de los pintores de Giverny y el estilo ha sido revivido en los últimos años por algunos pintores figurativos contemporáneos.

## Giverny
Aunque los artistas estadounidenses habían estado pintando en el pequeño pueblo de Giverny desde la década de 1880, el grupo de pintores que desarrolló el estilo característico conocido como impresionismo decorativo se instaló en Normandía a principios del siglo XX. Llegaron a una forma similar de trabajar porque su formación académica era similar; eran conscientes y estaban interesados en los desarrollos del impresionismo y posimpresionismo franceses y querían adoptar algunos elementos de estos movimientos en su propio trabajo. Cada uno de ellos tenía su propia forma de trabajar, su propio grado de solidez en sus figuras y su propio estilo de pincelada, pero a todos los unía la belleza de sus temas y su enfoque decorativo.

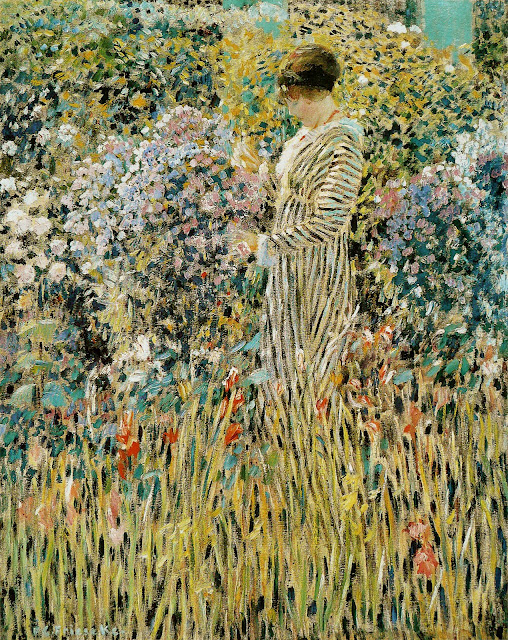
Frederick Frieseke. Dama en un jardín.

Frederick Frieseke era un artista nacido en Míchigan y formado en Chicago que había estudiado en París. Se instaló en Giverny en 1906, donde pintó figuras femeninas en escenarios al aire libre, utilizando una paleta de colores pastel. Muy influenciado por Renoir, los lienzos de Frieseke estaban cuidadosamente diseñados y, a menudo, yuxtaponía un patrón con otro. 
Richard Edward Miller se crio y se formó en St. Louis, Misuri y estudió en Francia en la Académie Julian brevemente antes de que sus primeras grandes obras figurativas fueran aceptadas en el Salón de París. Sus primeras obras presentaban figuras bien dibujadas con fondos más sueltos, pero después de establecerse en Giverny, su obra se volvió más brillante y desarrolló un estilo en el que sus figuras estaban bien modeladas, pero los fondos a menudo eran patrones de pequeñas pinceladas.

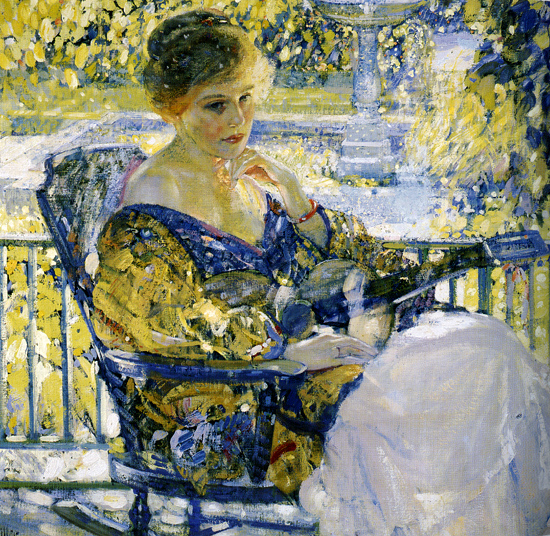
Richard E. Miller. Chica con guitarra (Daydreams) (1916-17).

El pintor Guy Rose, nacido en California, estudió en San Francisco y París, primero bajo la influencia de la escuela naturalista y luego del impresionismo francés. A menudo se le describe como el más francés de los impresionistas de California y visitó Giverny antes de establecerse allí definitivamente con su esposa Ethel en 1904. Rose fue tanto pintor paisajista como figurativo y en Giverny pintó figuras femeninas a la luz exterior, manteniendo el dibujo de las figuras que aprendió en París y utilizando un estilo más impresionista para la naturaleza circundante.
Lawton S. Parker fue un pintor y profesor que viajaba frecuentemente entre Estados Unidos y Europa y se instaló en Giverny en 1903. A pesar de que Parker compartió un jardín de Giverny con Frieseke, no se le atribuye haber pintado figuras en jardines de forma intensiva hasta alrededor de 1909. A partir de entonces pintó el mismo tipo de temas que sus compañeros de Giverny. 
Edmund Greacen era neoyorquino y llegó a Giverny en 1907 donde pintó temas domésticos y de jardín con un estilo pictórico, con una clara influencia francesa. El pintor formado en Chicago, Karl Anderson, estuvo poco tiempo en Giverny, pero cambió el rumbo de su carrera y siempre se le identificará con este pueblo francés porque adoptó los mismos temas y una forma de trabajar similar.

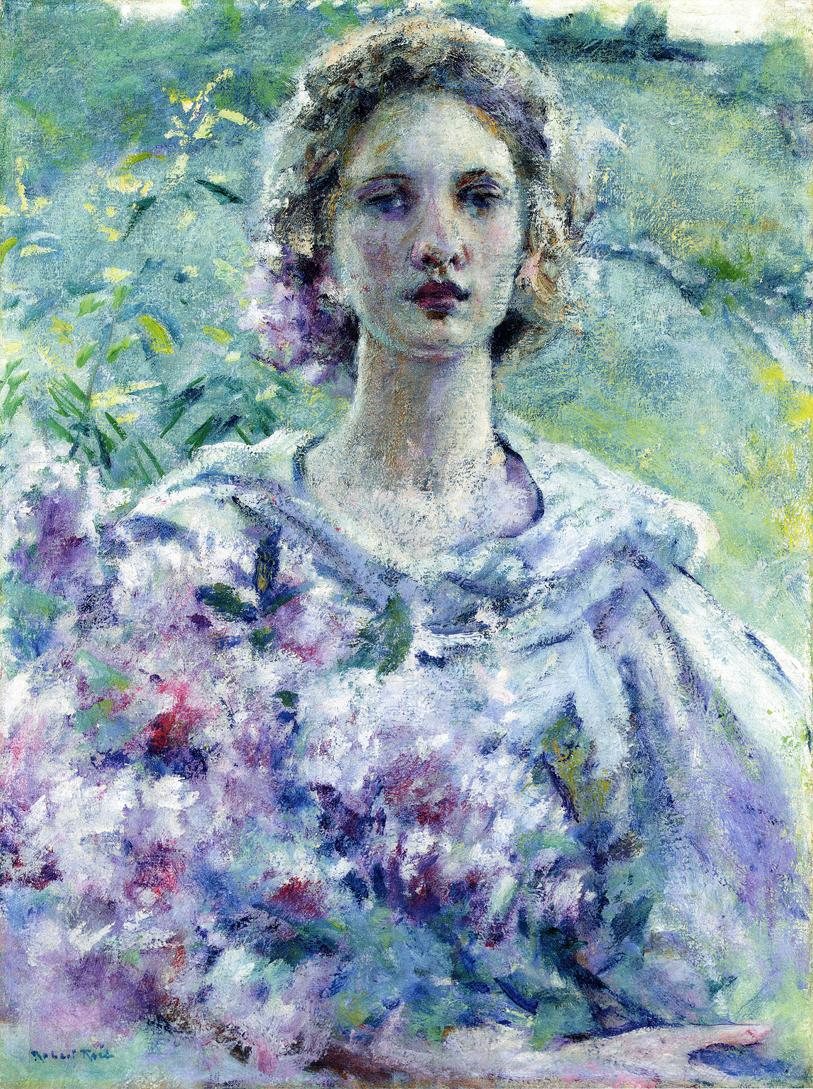
Roberto Reid. Chica con flores.

En diciembre de 1910, seis de los pintores de Giverny: Frieseke, Miller, Parker, Rose, Graecen y Anderson fueron presentados en una exposición en la Galería Madison de Nueva York, que los denominó "El grupo de Giverny" y una de las reseñas los llamó "Impresionistas del mejor tipo". 
El pintor de Chicago Karl Albert Buehr, de origen alemán, llegó a Giverny alrededor de 1909 y pasó los veranos allí hasta 1912. En Giverny, se dedicó a pintar mujeres a la luz exterior, dejando atrás las tonalidades más oscuras y los temas paisajísticos de su obra anterior. Buehr también se asoció con Giverny y con el impresionismo francés y transmitió su confianza en la paleta impresionista a sus muchos alumnos.
Un artista más joven, Louis Ritman, nacido en Rusia y formado en Chicago, llegó a Giverny en 1911 y pasó allí los siguientes dieciocho veranos, incluso durante la Primera Guerra Mundial, cuando la mayoría de los estadounidenses se habían vuelto a casa. Ritman estuvo muy influenciado por Frieseke y pintó mujeres en escenarios interiores y exteriores, generalmente acercándose a la figura con cierta delicadeza y tratando el fondo de una manera que recuerda al impresionismo francés.
Otro pintor estadounidense cuyo trabajo cae claramente bajo la descripción de "impresionismo decorativo" es Robert Reid. Aunque Reid no formaba parte de la colonia de Giverny, se formó en París, estaba trabajando en su propia solución de cómo conciliar su formación académica con un aspecto más decorativo. Su solución fue diferente a la de los otros pintores de Giverny. Utilizó composiciones audazmente decorativas, llenas de tonos fríos, que tenían una marcada influencia orgánica que las hacía recordar al Art Nouveau.

## Una segunda generación

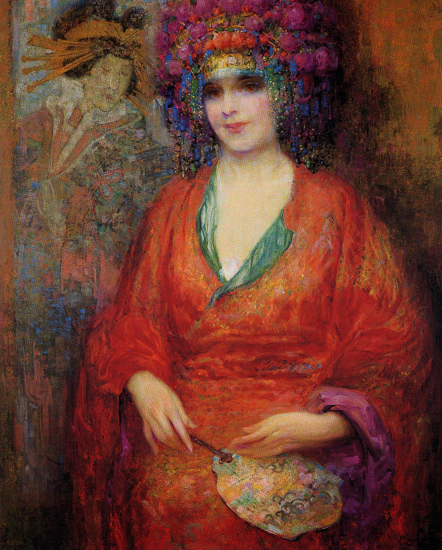
Teodoro Lukits. Armonía oriental (1918).

Debido a que varios miembros de la colonia de Giverny fueron maestros y mentores de otros pintores estadounidenses, su estilo de pintura perduró a través de las obras de sus alumnos. Dos de estos artistas, los pintores formados en Chicago Theodore Lukits y Christian von Schneidau, terminaron en California, donde el impresionismo estadounidense siguió siendo popular durante más tiempo que en cualquier otro lugar. Tanto Lukits como Von Schneidau fueron alumnos del impresionista de Giverny, Karl Albert Buehr, en la Escuela del Instituto de Arte de Chicago, donde sobresalieron y ganaron becas de viaje. Ambos también fueron alumnos de Richard E. Miller. Lukits estudió con Miller en St. Louis, cuando era un joven prodigio y von Schenidau estudió con él en la colonia de arte de Provincetown, Massachusetts, donde Miller vivió hasta su muerte.
Lukits ya estaba haciendo grandes obras decorativas con figuras bien modeladas y fondos impresionistas en Chicago en 1918 y 1919 y continuó la práctica en California, con muchas obras de temas asiáticos como el actor de cine mudo Sōjin Kamiyama y retratos como el de "Mrs. Ray Milland" (1942). Theodore Lukits usó el término "Retratos decorativos" para describir tales obras, por lo que la alineación con la tesis original de Brinton es clara. Al igual que en la obra de Miller, el artista pintaba la figura de forma bastante realista, pero creaba el fondo con más elementos decorativos impresionistas. Von Schneidau hizo varios retratos grandes y muy decorativos que se exhibieron ampliamente en la década de 1920 y se reprodujeron incluyendo "5'O'clock (Mrs. Elwood Riggs)" y "Mary Pickford (Leyendo el reloj de sol).